# Nemognathomimus michelbacheri
Nemognathomimus michelbacheri là một loài bọ cánh cứng trong họ Cerambycidae.